# Chaim Goldberg (Haggai)
Chaim Goldberg (hebr. חיים גולדברג, jid. גאָלדבערג ur. 1890 w Łukowie, zm. 1943 w getcie białostockim), znany także pod pseudonimem artystycznym Haggai (hebr. חַגַּי) – żydowsko-polski grafik, fotograf, ilustrator i drukarz, a także pisarz i poeta tworzący w języku jidysz i hebrajskim.

## Życiorys
Chaim Israel Goldberg urodził się w Łukowie w guberni siedleckiej (obecnie w województwie lubelskim) w rodzinie chasydzkiej, jako syn Fajgi (z domu Nissenbaum) i Zalmana Goldberga.
Uzyskał tradycyjne żydowskie wykształcenie i studiował w jesziwie w swoim rodzinnym mieście, jednak, wykazując duży talent artystyczny, opuścił je i wyjechał do Niemiec, aby uczyć się sztuki w warsztatach i szkołach artystycznych. W 1912 roku wrócił do Polski i otworzył pracownię fotograficzną w Warszawie. Wkrótce został zatrudniony w wydawnictwie Jehudia, należącym do dziennika „Hajnt” (Dzisiaj), jako ilustrator i grafik projektujący kartki okolicznościowe i pocztówki. Goldberg tworzył kolorowe kartki metodą kompozytową, tworząc własny, niepowtarzalny styl projektów graficznych. Najpierw fotografował w swojej pracowni inscenizowane sceny przedstawiane przez aktorów-amatorów, wraz z odpowiednim strojem i oprawą, a następnie, wykorzystując techniki malarskie i graficzne, dodawał do obrazów elementy ilustracyjne oraz skomponowane przez siebie krótkie, rymowane w jidysz pozdrowienia. W ten sposób stworzył serię popularnych pocztówek z życzeniami Leszana Towa (Szczęśliwego Nowego Roku), ukazujących różne zwyczaje tradycji żydowskiej wokół świąt Rosz Haszana, Jom Kipur, Sukot i Simchat Tora. Swoje prace sygnował najczęściej podpisem H.Goldberg lub tylko monogramem HG. Shalom Sabar, badacz sztuki i folkloru żydowskiego, określa Goldberga jako „być może najważniejszego projektanta kartek okolicznościowych działającego w Polsce na początku XX wieku. Choć nie był artystą pierwszej klasy, jego różnorodne talenty jako fotografa, malarza-amatora, grafika, a nawet poety znalazły odpowiednią platformę w postaci projektów kartek okolicznościowych. Przed wydrukowaniem ostatecznej wersji Goldberg dodawał do fotografii inscenizowanej sceny ostatnie szczegóły – retuszował niezbędne elementy, wprowadzał napisy i umieszczał ramkę z rymowankami objaśniającymi obraz. Nie wiadomo jaką drogą projekty Goldberga trafiły do innych wydawców kart pocztowych – warszawskich firm S. Resnik, Central czy nowojorskiego Williamsburg Art Company. Mimo retuszu autorskich sygnatur czy wprowadzania dodatkowych nadruków w języku angielskim na kartach amerykańskich, styl prac Goldberga jest stosunkowo łatwy do atrybucji.
W tym samym okresie wydawał także zbiorki humorystyczne i ulotki z okazji świąt żydowskich pod pseudonimem artystycznym „Haggai”. Od końca lat 10. XX wieku ilustrował wydawane w Warszawie serie książek dla dzieci w języku jidysz i hebrajskim, w tym ilustrowaną bibliotekę dziecięcą Shibolim (Uszy) – 70 ilustrowanych książeczek, z których większość stanowiła adaptację baśni ludowych (wydawnictwo Eliasza Gitlina, początek lat 20. XX w.); Agadot Yavan (Legendy Grecji, czyli mitologia grecka; 3 tomy, Gitlin, 1922) – w języku hebrajskim w adaptacji Eliezera Mitropolitnskiego z jednoczesnym wydaniem w jidysz: Grikishe mitn; hebrajska biblioteka dla maluchów Tsil Tslil „Tarbut”, którą również zaprojektował i wydrukował; oraz hebrajski elementarz Tsafririm autorstwa Icchaka Katzenelsona i Icchaka Berkmana (Ahisefer, połowa lat dwudziestych XX wieku). Narysował także wiele stron tytułowych, np. dla serii dziecięcej Josefa Ravina Maysehlekh fun der gantser velt (Opowieści z całego świata; Gitlin, 1921.), także dla drugiej książki jubileuszowej dziennika „Hajnt” (1938).
W latach dwudziestych XX wieku Goldberg otworzył przy ulicy Marszałkowskiej 131 (od roku 1937 przeniesioną do nowego lokalu przy ulicy Królewskiej 25) w Warszawie drukarnię i pracownię cynkografii artystycznej pod nazwą Graficon. W warsztacie, w którym pracował wraz z żoną Esterą projektował czcionki hebrajskie, ozdoby drukarskie i litografie oraz wykonywał matryce dla szeregu wydawnictw i gazet. Oprócz zamiłowania do rymowanek i ilustrowania stron tytułowych Goldberg darzył szczególną estymą liternictwo. Dążył do udoskonalenia typografii hebrajskiej (zwłaszcza w kontekście druku żydowskiego w Polsce), gdyż uważał ją za wadliwą i psującą przyjemność z czytania. Starał się wymyślić nowy zapis, który pasowałby do żywego słowa. W 1922 roku opublikował w czasopiśmie bibliograficznym „Bikher-velt” (Świat Książki) artykuł na temat konieczności reformy i modernizacji czcionki hebrajskiej. Włożył wiele wysiłku w wykonanie nowych wzorów kroju pisma.
W latach trzydziestych publikował wiersze i opowiadania w języku hebrajskim i jidysz w czasopismach dla dzieci, m.in. „Olami hakatan” (Mój mały świat). Jego utwory literackie ukazywały się także w książkach, które sam ilustrował i drukował z zastosowaniem własnych innowacji typograficznych. Goldberg był aktywnym członkiem założycielem Stowarzyszenia Żydowskich Artystów Plastyków w Polsce.
Goldbergowi zależało na wydawaniu książek w języku jidysz w stylu europejskim, w małym nakładzie, z oryginalnymi grafikami uznanych artystów żydowskich. W 1931 roku sam opublikował monografię artysty Maurycego Appelbauma, której towarzyszyły wysokiej jakości reprodukcje. W 1935 roku paryskie wydawnictwo Le Triangle, specjalizujące się w sztuce żydowskiej, wydało album zawierający 50 jego obrazów o tematyce żydowskiej, ze wstępem francuskiego krytyka sztuki Paula Fierensa. W recenzjach chwalono jego wysoki poziom graficzny rysownika i pomimo specyficznej tematyki, doceniono także elementy zarówno modernistyczne, jak i romantyczno-realistyczne zawarte w jego pracach.
Podczas niemieckiej inwazji na Polskę we wrześniu 1939 roku Goldbergowi udało się uciec do okupowanego przez Związek Radziecki Białegostoku. Mieszkał tam w czasie okupacji sowieckiej i zajmował się cynkografią. Po zajęciu Białegostoku przez Niemców w 1941 roku był uwięziony w getcie białostockim. Tam odpowiadał za rysowanie oficjalnych plakatów Judenratu.
Chaim Goldberg najprawdopodobniej zginął w 1943 roku w getcie białostockim (według innego źródła w Treblince). W Holokauście zginęła także jego żona Esther (ur. 1900) oraz ich jedyny syn Max (ur. 1919), który poszedł w ślady rodziców i studiował grafikę i fotografię artystyczną w wiedeńskiej Höhere Graphische Bundes-Lehr- und Versuchsanstalt (według niepotwierdzonych źródeł zginął jako partyzant).
Po wojnie wśród ruin getta warszawskiego odnaleziono album zawierający 32 pocztówki Goldberga wydrukowane przez wydawnictwo Jehudia w Warszawie w latach 1912–1918. Obrazy znajdują się w zbiorach Biblioteki Narodowej.